# Once (musical)
Once è un musical del 2011 basato sul film omonimo del 2007 di John Carney. Dal film stesso sono stati riproposti la musica e i testi di Glen Hansard e Markéta Irglová, inclusa la Oscar alla migliore canzone Falling Slowly. Il libretto è di Enda Walsh.
La première del musical è del 2011, e si trasferisce a Broadway nel 2012. La produzione riceve nel 2012 undici nomination ai Tony Awards, vincendone otto inclusi Miglior musical, Miglior attore e Miglior libretto. Il musical nel 2012 ha vinto anche il Drama Desk Award for Outstanding Musical e nel 2013 il Grammy Award for Best Musical Theater Album. Nello stesso anno inizia la produzione a Londra e il 1 ottobre parte il primo tour americano.
Nel musical, il cast funge anche da orchestra. È utilizzato un set minimalista, incluso un bar al centro dello stage (funzionante prima dello spettacolo e durante la pausa) con sedie posizionate sui lati. Infatti il cast che esce di scena si siede semplicemente su di esse.

## Trama

### Atto I
Un musicista di strada trentenne di Dublino (noto solo come il "Ragazzo") canta commosso in un locale una ballata su un amore non corrisposto, accompagnato dalla propria chitarra (Leave). Mentre mette via lo strumento e si accinge ad andarsene, si avvicina una giovane donna ceca (la "Ragazza"), che l'aveva ascoltato cantare. Gli rivolge numerose domande personali sulle sue canzoni; lui le risponde che ne ha scritte la maggior parte per la sua ex ragazza che lo ha lasciato e si è trasferita a New York. Tuttavia ha rinunciato ad una carriera musicale poiché i ricordi di questa relazione sono troppo dolorosi, e ora lavora come un riparatore di aspirapolveri al negozio di suo padre. La Ragazza gli propone di riparare il suo aspirapolvere gli offre come pagamento per la riparazione un suo accompagnamento al pianoforte. Nonostante le proteste iniziali dell'altro, la Ragazza preleva uno spartito dalla giacca del Ragazzo. Quest'ultimo riluttante impugna la chitarra e insieme si esibiscono in una canzone (Falling Slowly). La Ragazza commossa gli suggerisce che potrebbe riconquistare la sua ex cantandole questa canzone. Quando il Ragazzo la congeda freddo, lei gli ricorda la faccenda dell'aspirapolvere e quindi si recano al negozio del padre (The North Strand).
Mentre il Ragazzo ripara l'elettrodomestico, la Ragazza fa conoscenza con il padre, che sembra apprezzarla. Una volta che l'aspirapolvere è riparato il Ragazzo invita impulsivamente la Ragazza in camera sua, sopra il negozio. Sono chiaramente attratti reciprocamente, ma quando lui tenta di baciarla, lei lo ferma e se ne va (The Moon). Il giorno successivo lei si scusa e scrivono, provano e registrano delle canzoni insieme. La Ragazza decide di presentare il Ragazzo alla sua famiglia, inclusa la piccola Ivanka, sua figlia (Ej, Pada, Pada, Rosicka). Dopo che il Ragazzo si congeda, la Ragazza comincia ad ascoltare le sue canzoni sostituendo i testi con i propri che inventa sul momento pensando a lui (If You Want Me).
La mattina successiva la Ragazza riferisce al Ragazzo che ha organizzato per lui un incontro con un banchiere (Broken Hearted Hoover Fixer Sucker Guy). Per persuaderlo ad approvare il prestito - con il quale il Ragazzo avrebbe potuto portare la sua musica a New York - si esibisce con una delle sue canzoni (Say It to Me Now). Il banchiere rimane impressionato dal suo talento, approva il prestito e aggiunge di saper lui stesso suonare la chitarra (Abandoned in Bandon). Sebbene non sia intonato, viene comunque invitato a far parte della band. La notte seguente in un locale, il Ragazzo confessa alla Ragazza che è stata lei a convincerlo a perseguire la sua carriera musicale. Lei ne approfitta e gli rivela di averlo messo in lista, essendo la serata open mic. Inizialmente riluttante, decide infine di salire sul palco ma l'esibizione sembra dedicata alla Ragazza, e non alla sua ex (Gold).

### Atto II
Durante l'esercitazione della band, uno dei musicisti inizia a litigare con il bancario lamentandosi del capitalismo. Il Ragazzo e la Ragazza si allontanano dalla sala prove e salgono insieme su una collina guardando il panorama della città e condividendo un breve e tenero momento. La Ragazza dice al Ragazzo che lo ama, ma in lingua ceca; e quando lui le chiede di tradurglielo risponde con "Sembra stia per piovere". Il Ragazzo si rende conto di essersi innamorato della Ragazza e si chiede come potrà vivere senza di lei quando si sarò trasferito a New York (Sleeping).
Il giorno dopo la band registra un demo per un'etichetta discografica maggiore (When Your Mind's Made Up) riscuotendo molto successo. Durante una pausa, la Ragazza rimane al pianoforte, e mentre pensa alla propria solitudine, suona una delle canzoni rivelando i profondi sentimenti che nutre per il Ragazzo (The Hill). Il Ragazzo, che l'ha ascoltata si complimenta con lei e le propone di trasferirsi a New York con lui dal momento che  hanno un'alchimia che non possono ignorare. La Ragazza tuttavia gli risponde duramente che lui non può provare davvero quei sentimenti per lei, e al Ragazzo incredulo chiarisce che suo marito, padre di Ivanka, sta provando a riconciliarsi con lei, e per il bene della figlia deve considerare questa possibilità (It Cannot Be About That). La mattina successiva la band si riunisce sulla collina per condividere le proprie speranze e paure sul successo dell'album imminente (Gold (Acapella)). Il Ragazzo chiede alla Ragazza di passare la sua ultima notte a Dublino con lui; lei si oppone perché finirebbe solo in "intrallazzi". Tuttavia infine accetta di seguirlo al negozio di aspirapolveri.
Sul retro del negozio, il Ragazzo suona la demo per suo padre. Impressionato e commosso, decide di donare al figlio soldi per la sua futura vita a New York. In seguito il Ragazzo, incoraggiato dalla Ragazza, telefona alla sua ex a New York, che sembra contentissima del suo prossimo arrivo e disposta a dare un'ulteriore chance alla loro relazione. Qualche giorno più tardi, la Ragazza torna a casa e trova un pianoforte decorato da un grosso fiocco rosso, regalo del Ragazzo. Lei si scioglie in lacrime, per poi sedersi allo strumento e cantare; parallelamente il Ragazzo, nel suo appartamento a New York, canta la stessa canzone (Falling Slowly (Reprise)).

## Numeri musicali
Se non per poche eccezioni, tutte le canzoni sono state scritte da Glen Hansard e Markéta Irglová.
- Leave – Ragazzo
- Falling Slowly – Ragazzo e Ragazza
- The North Strand – Ensemble
- The Moon – Andrej (come Ensemble)
- Ej, Pada, Pada, Rosicka – Ensemble
- If You Want Me – Ragazzo, Ragazza ed Ensemble
- Broken Hearted Hoover Fixer Sucker Guy – Ragazzo
- Say It to Me Now – Ragazzo
- Abandoned in Bandon – Manager della Banca
- Gold – Ragazzo ed Ensemble

- Sleeping – Ragazzo
- When Your Mind's Made Up – Ragazzo, Ragazza ed Ensemble
- The Hill – Ragazza
- Gold (A Cappella) – Compagnia
- It Cannot Be About That – Ensemble
- The Moon – Compagnia
- Falling Slowly (Reprise) – Ragazzo, Ragazza ed Ensemble

Once, la canzone titolo del film, è stata esclusa dal musical, ma è stata rappresentata dal cast durante eventi speciali durante la ribalta, come quando Markéta Irglová assistette allo spettacolo.

## Produzioni

### Off-Broadway
Once ha avuto la première all'American Repertory Theatre a Cambridge l'aprile del 2011, prima di essere trasferito al New York Theatre Workshop dove fa il suo debutto Off-Broadway il 6 dicembre 2011. Sotto la direzione di John Tiffany, il cast originale era composto da Steve Kazee e Cristin Milioti come il Ragazzo e la Ragazza. La produzione è nominata ai Lucille Lortel Awards come Outstanding Musical, Outstanding Director, Outstanding Choreographer, Outstanding Scenic Design (Bob Crowley), Outstanding Lighting Design (Natasha Katz), Outstanding Sound Design (Clive Goodwin), e Outstanding Lead Actress. Ha vinto inoltre il New York Drama Critics' Circle Award al miglior musical.

### Broadway
Il musical iniziò quindi delle anteprime a Broadway al Bernard B. Jacobs Theatre dal 28 febbraio 2012 e con un'apertura ufficiale il 18 marzo. Kazee e Milioti vengono riconfermati per il cast. La produzione riceve undici nomination ai Tony Award, vincendone otto incluso al Miglior musical. Ha inoltre vinto il Drama League Award alla Distinguished Production of a Musical per il 2011-12. Il 7 ottobre 2014, viene annunciato che il musical avrebbe chiuso il 4 gennaio 2015. La produzione ha totalizzato 1167 repliche con 22 ulteriori anteprime.

## Cast
| Personaggi    | Cast Originale Broadway     | Cast Originale West End | Cast Primo Tour Americano | Cast Melbourne                    | Cast Toronto                                             | Cast Dublino          | Cast Seoul            | Cast Originale Italiano |
| ------------- | --------------------------- | ----------------------- | ------------------------- | --------------------------------- | -------------------------------------------------------- | --------------------- | --------------------- | ----------------------- |
| Ragazzo       | Steve Kazee                 | Declan Bennett          | Stuart Ward               | Tom Parsons                       | Ian Lake                                                 | Tom Parsons           | Tom Parsons           | Luca Gaudiano           |
| Ragazza       | Cristin Milioti             | Zrinka Cvitešić         | Dani de Waal              | Madeleine Jones                   | Trish Lindstrom                                          | Megan Riordan         | Megan Riordan         | Jessica Lorusso         |
| Reza          | Elizabeth A. Davis          | Flora Spencer-Longhurst | Claire Wellin             | Amy Lehpamer                      | Emily Lukasik                                            | Ruth Westley          | Ruth Westley          | Monja Marrone           |
| Eamon         | David Abeles                | Gareth O'Connor         | John Steven Gardner       | Gerard Carroll                    | Brendan Wall                                             | Bob Kelly             | Tomas Wolstenholme    | Niccolò Minonzio        |
| Andrej        | Will Connolly               | Jos Slovick             | Alex Nee                  | Keegan Joyce                      | Nathan Carroll                                           | Dylan Reid            | Dylan Reid            | Andrea Luterotti        |
| Da            | David Patrick Kelly         | Michael O'Connor        | Raymond Bokhour           | Greg Stone                        | Laurie Murdoch                                           | Bill Murphy           | Bill Murphy           | Maurizio Desinan        |
| Baruska       | Anne L. Nathan              | Valda Aviks             | Donna Garner              | Susan-Ann Walker                  | Donna Garner                                             | Sandra Dowd Callaghan | Sandra Dowd Callaghan | Francesca Taverni       |
| Svec          | Lucas Papaelias             | Ryan Fletcher           | Matt DeAngelis            | Brent Hill                        | Brandon McGibbon                                         | Rickie O'Neill        | Rickie O'Neill        | Andrea Salvadè          |
| Bank Manager  | Andy Taylor                 | Jez Unwin               | Benjamin Magnuson         | Anton Berezin                     | Jon-Alex MacFarlane                                      | Jamie Cameron         | Jamie Cameron         | Matteo Volpotti         |
| Ex-Girlfriend | Erikka Walsh                | Miria Parvin            | Erica Swindell            | Jane Patterson                    | Stephanie Cadman                                         | Lisa Fox              | Lisa Fox              | Miriam Pilla            |
| Billy         | Paul Whitty                 | Aidan Kelly             | Evan Harrington           | Colin Dean                        | Stephen Guy-McGrath                                      | Phelim Drew           | Phelim Drew           | Giulio Benvenuti        |
| Emcee         | J. Michael Zygo             | Gabriel Vick            | Ryan Link                 | Ben Brown                         | Jeremy Walmsley                                          | Michael Mahony        | Michael Mahony        |                         |
| Ivanka        | Ripley Sobo, McKayla Twiggs | Poppy Lily Baker        | Kolette Tetlow            | Scarlett Rose Bildfell, Eva Greig | Grace Cahill, Ciara Coughlan, Ellie Mooney, Lucy O'Neill |                       |                       |                         |

Sostituzioni cast Broadway degne di nota
- Arthur Darvill – Ragazzo
- Laura Dreyfuss, Joanna Christie – Ragazza

Sostituzioni cast West End degne di nota
- Arthur Darvill, Ronan Keating – Ragazzo

## Riconoscimenti

### Broadway
| Anno | Premio           | Categoria                                      | Candidato | Risultato       |
| ---- | ---------------- | ---------------------------------------------- | --- | --------------- |
| 2012 | Tony Award       | Miglior musical                                | Once | Vincitore/trice |
| 2012 | Tony Award       | Miglior libretto in un musical                 | Enda Walsh | Vincitore/trice |
| 2012 | Tony Award       | Miglior attore protagonista in un musical      | Steve Kazee | Vincitore/trice |
| 2012 | Tony Award       | Miglior attrice protagonista in un musical     | Cristin Milioti | Candidato/a     |
| 2012 | Tony Award       | Miglior attrice non protagonista in un musical | Elizabeth A. Davis | Candidato/a     |
| 2012 | Tony Award       | Miglior regia di un musical                    | John Tiffany | Vincitore/trice |
| 2012 | Tony Award       | Miglior coreografia                            | Steven Hoggett | Candidato/a     |
| 2012 | Tony Award       | Miglior orchestra                              | Martin Lowe | Vincitore/trice |
| 2012 | Tony Award       | Miglior scenografia                            | Bob Crowley | Vincitore/trice |
| 2012 | Tony Award       | Miglior luce                                   | Natasha Katz | Vincitore/trice |
| 2012 | Tony Award       | Miglior sonoro                                 | Clive Goodwin | Vincitore/trice |
| 2012 | Drama Desk Award | Outstanding Musical                            | Once | Vincitore/trice |
| 2012 | Drama Desk Award | Outstanding Director of a Musical              | John Tiffany | Vincitore/trice |
| 2012 | Drama Desk Award | Outstanding Music                              | Glen Hansard r Markéta Irglová | Candidato/a     |
| 2012 | Drama Desk Award | Outstanding Lyrics                             | Glen Hansard r Markéta Irglová | Vincitore/trice |
| 2012 | Drama Desk Award | Outstanding Sound Design                       | Clive Goodwin | Candidato/a     |
| 2012 | Drama Desk Award | Outstanding Orchestrations                     | Martin Lowe | Vincitore/trice |
| 2013 | Grammy Award     | Best Musical Show Album                        | Steve Kazee e Cristin Milioti, principali solisti; Steven Epstein e Martin Lowe, produttori; Glen Hansard e Marketa Irglova, compositori) | Vincitore/trice |

### West End
| Anno | Premio                 | Categoria                        | Candidato                                     | Risultato       | Nota          |
| ---- | ---------------------- | -------------------------------- | --------------------------------------------- | --------------- | ------------- |
| 2014 | Whatsonstage.com Award | Best New Musical                 | Once                                          | Candidato/a     | [ 13 ] [ 14 ] |
| 2014 | Whatsonstage.com Award | Best Actor in a Musical          | Declan Bennett                                | Candidato/a     | [ 13 ] [ 14 ] |
| 2014 | Whatsonstage.com Award | Best Actress in a Musical        | Zrinka Cvitešić                               | Candidato/a     | [ 13 ] [ 14 ] |
| 2014 | Whatsonstage.com Award | Best Director                    | John Tiffany                                  | Candidato/a     | [ 13 ] [ 14 ] |
| 2014 | Whatsonstage.com Award | Best Original Music              | Glen Hansard e Markéta Irglová                | Vincitore/trice | [ 13 ] [ 14 ] |
| 2014 | Laurence Olivier Award | Best New Musical                 | Once                                          | Candidato/a     | [ 15 ] [ 16 ] |
| 2014 | Laurence Olivier Award | Best Actress in a Musical        | Zrinka Cvitešić                               | Vincitore/trice | [ 15 ] [ 16 ] |
| 2014 | Laurence Olivier Award | Best Set Design                  | Bob Crowley                                   | Candidato/a     | [ 15 ] [ 16 ] |
| 2014 | Laurence Olivier Award | Best Theatre Choreographer       | Steven Hoggett                                | Candidato/a     | [ 15 ] [ 16 ] |
| 2014 | Laurence Olivier Award | Best Sound Design                | Clive Goodwin                                 | Candidato/a     | [ 15 ] [ 16 ] |
| 2014 | Laurence Olivier Award | Outstanding Achievement in Music | Martin Lowe, Glen Hansard and Markéta Irglová | Vincitore/trice | [ 15 ] [ 16 ] |